# 第5回全国障害者スポーツ大会
第5回全国障害者スポーツ大会（だい5かいぜんこくしょうがいしゃスポーツたいかい）は2005年（平成17年）11月5日から11月7日まで開催された。愛称は「輝いて！おかやま大会」。

## ハイライト
- この年は同年4月に政令指定都市になった静岡市が初出場した。
- 閉会式は3年連続で関係者のみの開催となり、ウルフルズがヒット曲を熱唱した。炬火台の納火は夏季大会の際に再利用された。